# Apple A9
El Apple A9 es un System on a Chip (SoC) basado en arquitectura ARM de 64 bits, diseñado por Apple para los modelos de 9.ª generación de la familia iPhone. La fabricación está a cargo de las compañías TSMC y Samsung.

## Diseño

### Características
El Apple A9 es un system-on-a-chip diseñado por Apple. Tiene una arquitectura de 64-bits a 1.85 GHz de velocidad y un CPU ARMv8-A de doble núcleo llamado Twister. También incorpora una memoria RAM LPDDR4 de 2GB. Cuenta con una memoria caché L1 a 64KB para datos y 64KB para instrucciones, una memoria caché L2 a 3 MB compartidos por ambos núcleos y una memoria caché L3 a 4MB que sirve por completo al SoC.

### Fabricación
La fabricación es realizada por dos compañías, la taiwanesa TSMC y la surcoreana Samsung. Ambos modelos de procesadores son visualmente idénticos aunque con diferentes medidas cada uno. La pastilla de silicio del APL 0898 fabricado por Samsung mide 96 mm² con un proceso de fabricación FinFET en 14 nm, mientras que el APL 1022 de TSMC es de 104,5 mm² con un proceso FinFET en 16 nm. Cuentan con solo algunas diferencias superficiales como el diseño del texto.

### Modelos

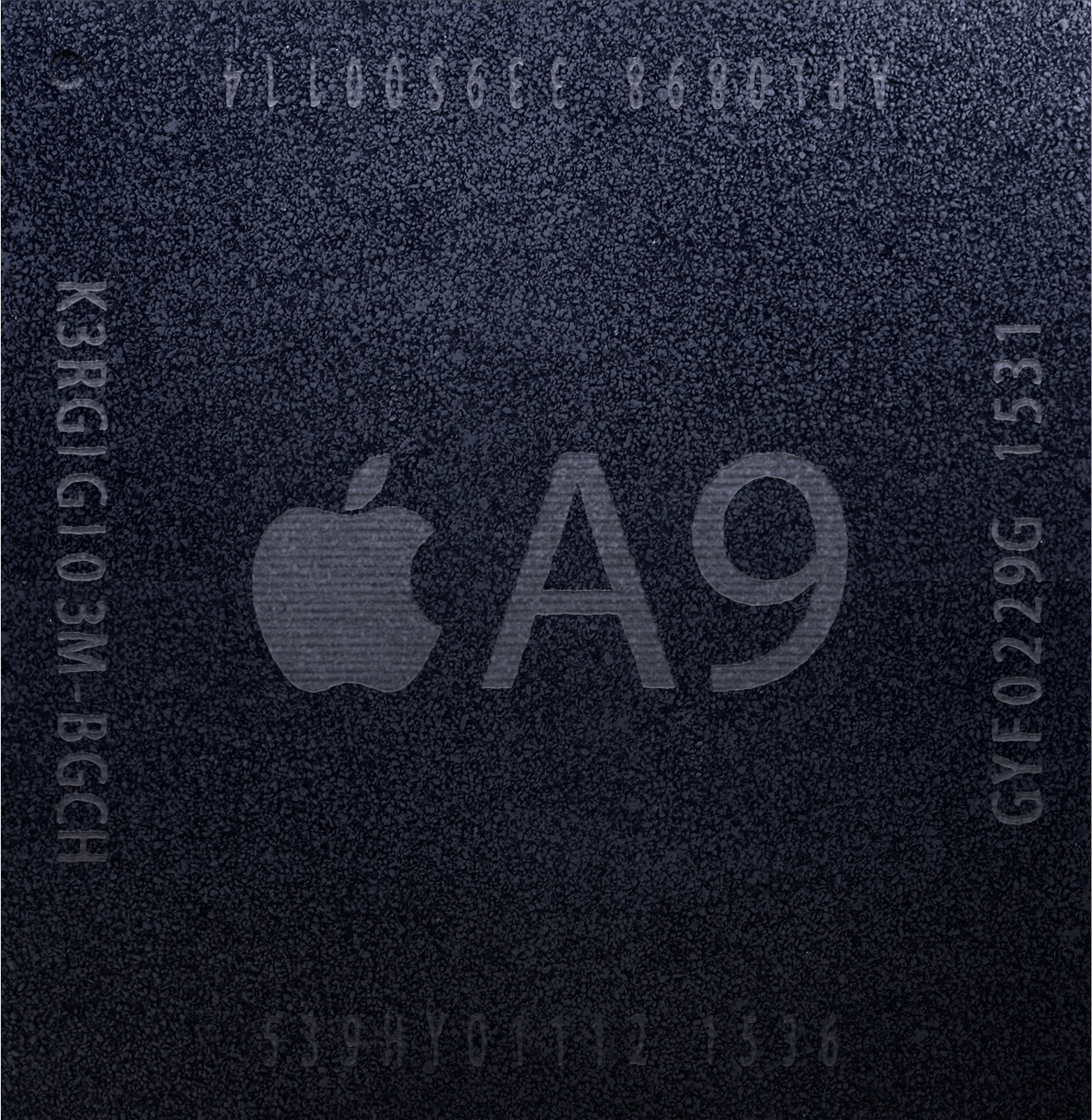
APL 0898, versión del A9 de Samsung.
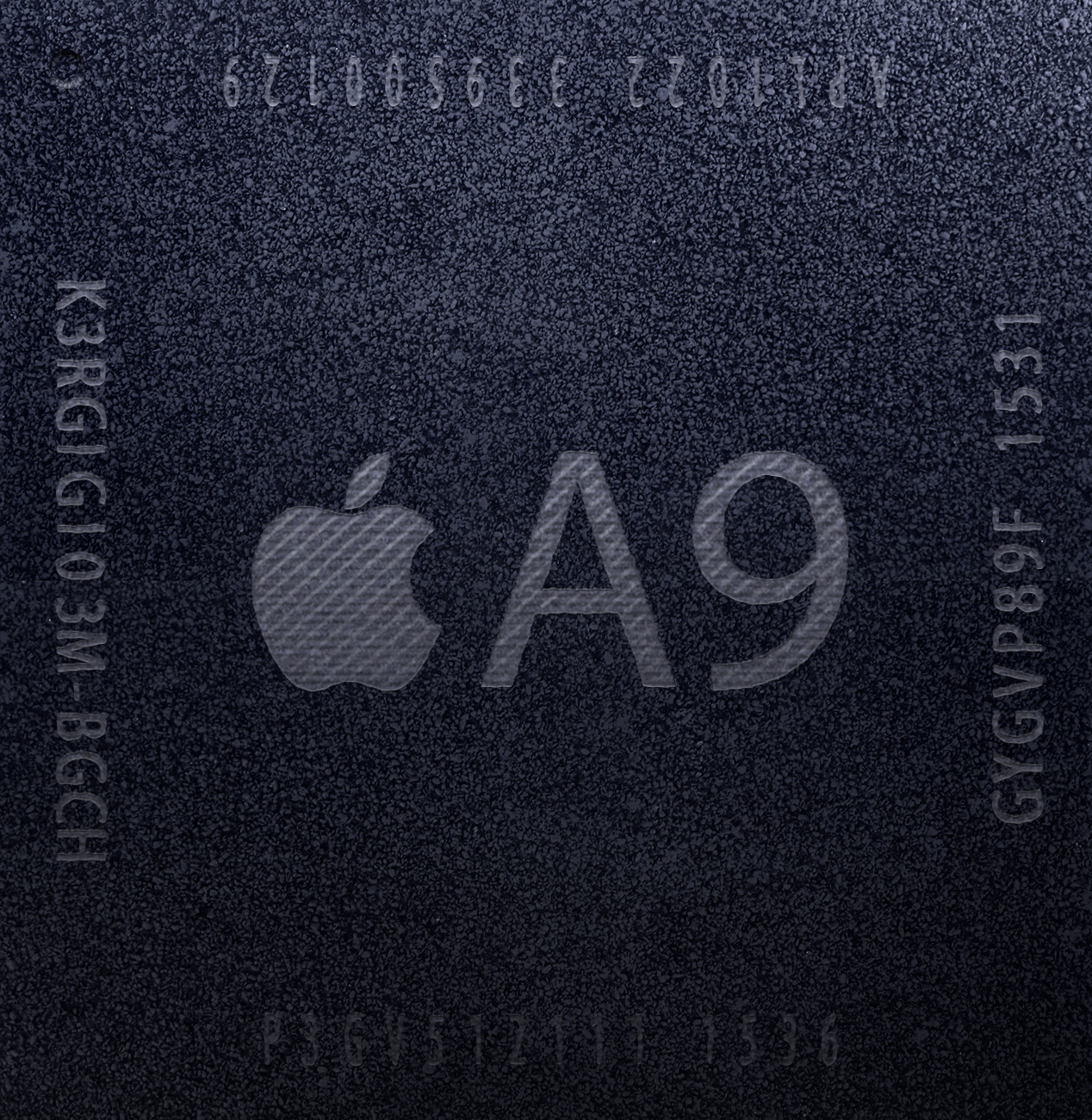
APL 1022, versión del A9 de TSMC.

## Dispositivos
Los dispositivos que incorporan el SoC Apple A9 son:
- iPhone 6s
- iPhone 6s Plus
- iPhone SE
- iPad